# Botany Bay (film)
Botany Bay is een Amerikaanse avonturenfilm uit 1952 onder regie van John Farrow. Destijds werd de film in Nederland uitgebracht onder de titel Slavenschip.

## Verhaal
In 1787 worden gevangenen uit Londen ingescheept op de Charlotte. Met dat slavenschip vertrekken ze naar een nieuwe strafkolonie in Australië. Onder de gevangenen bevindt zich ook Hugh Tallant, een ten onrechte veroordeelde Amerikaanse student medicijnen. Tijdens de reis komt hij in conflict met kapitein Gilbert en hij zet de bemanning aan tot muiterij.

## Rolverdeling
| Acteur              | Personage           |
| ------------------- | ------------------- |
| Alan Ladd           | Hugh Tallant        |
| James Mason         | Kapitein Gilbert    |
| Patricia Medina     | Sally Munroe        |
| Cedric Hardwicke    | Gouverneur Phillips |
| Murray Matheson     | Predikant Thynne    |
| Dorothy Patten      | Nellie Garth        |
| John Hardy          | Nat Garth           |
| Hugh Pryse          | Ned Inching         |
| Malcolm Lee Beggs   | Nick Sabb           |
| Anita Sharp-Bolster | Moll Cudlip         |
| Jonathan Harris     | Tom Oakly           |
| Alec Harford        | Jenkins             |
| Noel Drayton        | Spencer             |
| Brandon Toomey      | Bewaker             |
| Ben Wright          | Green               |